# 堀之内 (菊川市)
堀之内（ほりのうち）は静岡県菊川市の大字。

## 地理
菊川市の西部、西方地区の東部に位置する。東で本所及び柳（一丁目・二丁目）、西で西方、南で半済、北で潮海寺と接する。

### 字一覧
25の字がある（2018年（平成30年）10月16日現在）。
- 宮ノ前（みやのまえ）
- 大林（おおばやし）
- 高田（たかだ）
- 沢垂（さわたれ）
- 古井戸（ふるいど）
- 上ノ段（うえのだん）
- 南海戸（みなみかいと）
- 五反田（ごたんだ）
- 東流砂（ひがしりゅうさ）
- 連法（れんぽう）
- 八斗地（はちとち）
- 菖蒲田（しょうぶだ）
- 青木（あおき）
- 真田（さなだ）
- 立柄ケ沢（たちえがさわ）
- 瓦川（かわらがわ）
- 美登ケ谷（みとがや）
- 高ケ谷（こうがや）
- 池ノ谷（いけのや）
- 日尻ケ谷（ひじりがや）
- 西ノ谷（にしのや）
- 篠ケ谷（しのがや）
- 天白浦（てんぱくうら）
- 西ノ宮浦（にしのみやうら）
- 立柄ケ谷（たちえがや）

## 歴史

### 沿革
- 1889年（明治22年）4月1日 - 町村制の施行により、城東郡堀之内村が西方村と合併し、城東郡西方村となる[WEB 5]。旧村名は西方村の大字として残る[WEB 6]。
- 1896年（明治29年）4月1日 - 郡制の施行により所属郡が小笠郡に変更。
- 1923年（大正12年）12月1日 – 西方村が町制施行を行い、堀之内町となる。
- 1954年（昭和29年）1月1日 – 堀之内町が内田村・横地村・六郷村・加茂村と新設合併を行い、菊川町が発足する。
- 2005年（平成17年）1月17日 – 菊川町が小笠町と新設合併を行い、菊川市となる。

## 施設
- 菊川市役所本館・菊川市役所東館プラザきくる・菊川市役所北館
- 静岡県警察菊川警察署菊川駅前交番
- 学校法人堀之内学園 幼保連携型認定こども園 堀之内こども園・社会福祉法人愛育会 幼保連携型認定こども園 愛育こども園
- 菊川市立堀之内小学校
- 菊川市立図書館菊川文庫
- JR東海道線菊川駅
- 島田掛川信用金庫菊川支店
- 菊川駅前郵便局
- えんてつ菊川ショッピングセンター
  - 遠鉄ストア菊川店・マツモトキヨシ菊川店
  - カインズ菊川店
  - エディオン新菊川店
- ミニストップ菊川堀之内店
- 森本酒造合資会社 本社
- 曹洞宗 報恩寺
- 菊川神社
- 日吉神社

## 交通

### 鉄道
- JR東海道線：（浜松・豊橋 方面 - ）菊川（ - 静岡・沼津 方面）

### バス
- しずてつジャストライン菊川浜岡線：菊川駅前 - 西通り菊川市役所前 - （ - 浜岡営業所 方面）
- 菊川市コミュニティバス
  - 西方コース：堀之内公民館（ - 西方内区間 - ）日吉町 - えんてつ菊川ショッピングセンター（ - 河城地区内区間 - ）プラザけやき - 菊川駅前 - 菊川市役所前（ - 菊川市立総合病院 方面）
  - 沢水加コース：（六本松集会所 方面 - ）菊川駅前 - プラザけやき（ - 菊川市立総合病院 方面）
  - 倉沢・富田コース：（倉沢・富田 方面 - ）えんてつ菊川ショッピングセンター - プラザけやき - 菊川駅前 - 菊川市役所前（ - 菊川市立総合病院 方面）
  - 菊川東循環コース：（布引原北公民館 方面 - ）プラザけやき - 菊川駅前 - 菊川市役所前（ - 菊川市立総合病院→布引原北公民館 方面）
  - 菊川西循環コース：（菊川市立総合病院経由中内田上地区集落センター 方面 - ）プラザけやき - 菊川駅前 - 菊川市役所前（ - 中内田上地区集落センター 方面）

### 道路
- 静岡県道37号掛川浜岡線
- 静岡県道79号吉田大東線
- 静岡県道235号菊川榛原線
- 菊川市道柳坪1号線（えんてつ通り）

## その他

### 学区
小学校・中学校の学区は以下の通りである。
| 番・番地等 | 小学校               | 中学校               |
| ---------- | -------------------- | -------------------- |
| 全域       | 菊川市立堀之内小学校 | 菊川市立菊川西中学校 |

### 警察
警察の管轄区域は以下の通りである。
| 番・番地等 | 警察署     | 交番・駐在所 |
| ---------- | ---------- | ------------ |
| 全域       | 菊川警察署 | 菊川駅前交番 |

### WEB
1. ↑  “静岡県 菊川市 堀之内の郵便番号 - 日本郵便”.   日本郵便. 2025年2月23日閲覧。
2. ↑  “市外局番の一覧”.   総務省 (2022年3月1日). 2025年2月23日閲覧。
3. ↑  “事業所案内及び管轄地域（事務所3件、分室3件）”.   一般社団法人静岡県自動車会議所. 2025年2月23日閲覧。
4. ↑  “菊川市小字一覧 - 静岡県オープンデータ”.   静岡県 (2018年10月16日). 2025年2月23日閲覧。
5. ↑  “historyofcities.pdf”.   静岡県総務部合併推進室・財団法人静岡県市町村振興協会. 2025年2月23日閲覧。
6. ↑  “解説ページ”.   株式会社エア. 2025年2月23日閲覧。
7. ↑  “菊川市／通学区域一覧”.   菊川市 (2024年4月1日). 2025年2月23日閲覧。
8. ↑  “交番駐在所一覧表｜静岡県警察”.   静岡県警察 (2023年6月12日). 2025年2月23日閲覧。